# DR 99.33 sorozat
A DR 99.33 egy német szertartályos gőzmozdony sorozat volt.